# Dag Jensen (Musiker)
Dag Jensen (* 1964 in Horten, Norwegen) ist ein norwegischer Fagottist, Kammermusiker und Hochschullehrer.

## Leben
Mit elf Jahren erhielt Jensen seinen ersten Fagottunterricht bei Robert Rønnes. Danach studierte er bei Torleiv Nedberg an der Norwegischen Musikhochschule in Oslo. Bereits mit 16 Jahren bekam er seine erste Anstellung als Kontrafagottist beim Bergen Philharmonisches Orchester, um dort nach kurzer Zeit die Position des stellvertretenden Solofagottisten zu übernehmen. Neben seiner Orchestertätigkeit studierte er bei Klaus Thunemann an der Musikhochschule in Hannover.
Weitere Stationen im Orchester waren von 1985 bis 1988 Solofagottist der Bamberger Symphoniker und von 1988 bis 1997 in der gleichen Position beim WDR Rundfunkorchester Köln. Im Jahr 2003 war er Solofagottist im neugegründeten Lucerne Festival Orchestra unter Claudio Abbado. Zudem holte ihn Seiji Ozawa als Solofagottist zum Saito Kinen Festival Orchestra.
In Deutschland spielte Jensen als Solist mit vielen Orchestern, u. a. mit den Rundfunksinfonieorchestern in München, Stuttgart und Köln sowie mit dem Württembergischen Kammerorchester Heilbronn. Auch im Ausland ist er ein gefragter Solist. Er ist u. a. mit der Camerata Academica Salzburg unter Sándor Végh, mit dem Mito Chamber Orchestra unter Seiji Ozawa und mit dem Norwegischen Kammerorchester unter Iona Brown aufgetreten.
Er ist Mitglied im „Bläserensemble Sabine Meyer“ und im „Ensemble Villa Musica“. Außerdem ist er Gast bei zahlreichen renommierten Kammermusikfestivals im In- und Ausland.
Im Jahr 1997 wurde er als Professor an die Hochschule für Musik und Theater Hannover berufen. Im Jahr 2011 erhielt er einen Ruf als Professor an die Hochschule für Musik und Theater München.

## Auszeichnungen
- 1. Preis beim Musik-Wettbewerb der Jugend-Sinfoniker, Norwegen
- Zweimaliger Gewinner des Internationalen ARD-Musikwettbewerbs in München (jeweils 2. Preis bei Nichtvergabe des 1. Preises) 1984 und 1990

## CD-Einspielungen (Auswahl)
- Amédée Rasetti: Trois Trios op. 13 pour Fortepiano, Flute et Basson (Musikproduktion Dabringhaus und Grimm, mdg)
- Musique pour Basson et Piano Vol. 1 and Vol. 2 (mdg)
- Fagottkonzerte von Mozart, Hummel, Jolivet (Capriccio)
- Richard Strauss, Kammermusik für Bläser (mdg)
- Johann Sebastian Bach, Gambensonaten in der Fassung für Fagott (Animato)
- Pictures at an Exhibition by M. Mussorgsky arr. by Dag Jensen for Bassoon Ensemble (Genuin)